# Sotlugg och Linlugg
Sotlugg och Linlugg är en svensk kortfilm i färg från 1948, regisserad och producerad av Sven Thermænius. Filmen bygger på barnboken med samma namn av Karin Fryxell och har barnskådespelare i alla roller, även vuxenrollerna med Eva-Lisa Lennartsson som berättare. Filmen spelades in sommaren 1948.
Filmen finns att se på Filmarkivets webbsida.

## Handling
Efter att prinsessan Pepparkornsögas häst, Svartragg, kommer hem med tom sadel blir det stor uppståndelse i det Mossiga riket. Kungen lovar, att den som finner hans dotter skall få gifta sig med henne och ärva hela kungariket. De båda trollpojkarna Sotlugg och Linlugg beslutar sig för att befria Prinsessan och beger sig först till Gubben i Stubben, den visaste i hela skogen. Han berättar att det är Häxan Näsvass, som rövat bort Prinsessan, men om de bara går rakt mot norr och inte tappar modet, så ska de finna Häxans håla där Pepparkornsöga är fången.

## Rollista
- Peter Thorsell – Sotlugg, trollpojke
- Tomas Järnmark – Linlugg, trollpojke
- Kerstin Lidmar – prinsessan Pepparkornsöga
- Barbara Nordvall – älvan Vitsudd
- Staffan Nordström – kungen
- Leif Küller – farbror Vitskägg, gubben i stubben
- Elisabet Fritz – gumman mor
- Eva Tolnai – häxan Näsvass
- Olle Järnmark – Pelle Lång, hovman
- Göran Bringert – hovman
- Karl-Otto Ekström – hovman
- Agneta Ehnbom – prinsessans hovdam
- Svarte Rudolf, katt – Murre Murr
- Sussie, katt – Kisse Miss
- Bianca, hund – Brednos, kungens vakthund
- Jakob, uggla – Vishetens fågel

### Fotnoter
1. 1 2 3 4 5 6 7 8 9 10  Svensk Filmdatabas, Svenska Filminstitutet, läs online, läst: 29 juni 2022.[källa från Wikidata]
2. 1 2  ”Sotlugg och Linlugg”. Svensk Filmdatabas. http://sfi.se/sv/svensk-filmdatabas/Item/?itemid=4249&type=MOVIE&iv=Basic&ref=/templates/SwedishFilmSearchResult.aspx?id%3d1225%26epslanguage%3dsv%26searchword%3dSotlugg+och+Linlugg%26type%3dMovieTitle%26match%3dBegin%26page%3d1%26prom%3dFalse. Läst 18 april 2013.
3. ↑  http://www.filmarkivet.se/movies/sotlugg-och-linlugg/